# Банановый певун
Банановый певун, или сахарная птица (лат. Coereba flaveola) — вид птиц из семейства танагровых отряда воробьинообразных. До января 2018 года выделялся в семейство Coerebidae. Выделяют 41 подвид. С 1970 года государственный символ Американских Виргинских островов (США).

## Распространение
Банановый певун обитает в тропических частях Южной и Центральной Америки, от севера Аргентины до южной Мексики, в том числе на островах Карибского моря. Некоторые заблудившиеся экземпляры встречаются и во Флориде. Обитают во влажных лесах, парках и садах.

## Внешность
Величина бананового певуна составляет 11 см. На спине он тёмно-серый, а на голове имеет чёрную шапочку. Грудь и брюшко жёлтого цвета. Над глазами у него виднеется чёрный штрих. Клюв короток и изогнут вниз. Приспособленный к добыче нектара длинный язык раздвоен, свёрнут в трубочку и покрыт чешуйчатыми пластинами. Оба пола выглядят одинаково. Широкое распространение привело к образованию множества подвидов. Например подвид Coereba flaveola caboti, обитающий на побережье Юкатана имеет белую грудку. На Гренаде и Сент-Винсенте живёт подвид Coereba flaveola atrata, который почти полностью чёрный.

## Питание
Банановый певун питается нектаром, насекомыми, а также высасывает сок из ягод. Он не умеет зависать в полёте как колибри, поэтому вынужден приземляться на твёрдую поверхность для принятия пищи. Труднодоступные или длинные цветки он просверливает своим клювом со стороны.

## Размножение
Банановый певун откладывает яйца два раза в году. Его гнездо строится из травинок и имеет круглую или овальную форму с входом со стороны. За один раз птица откладывает два или три яйца. Самец участвует в насиживании яиц и кормлении птенцов наравне с самкой, однако сам живёт в отдельном гнезде.

## Изображения

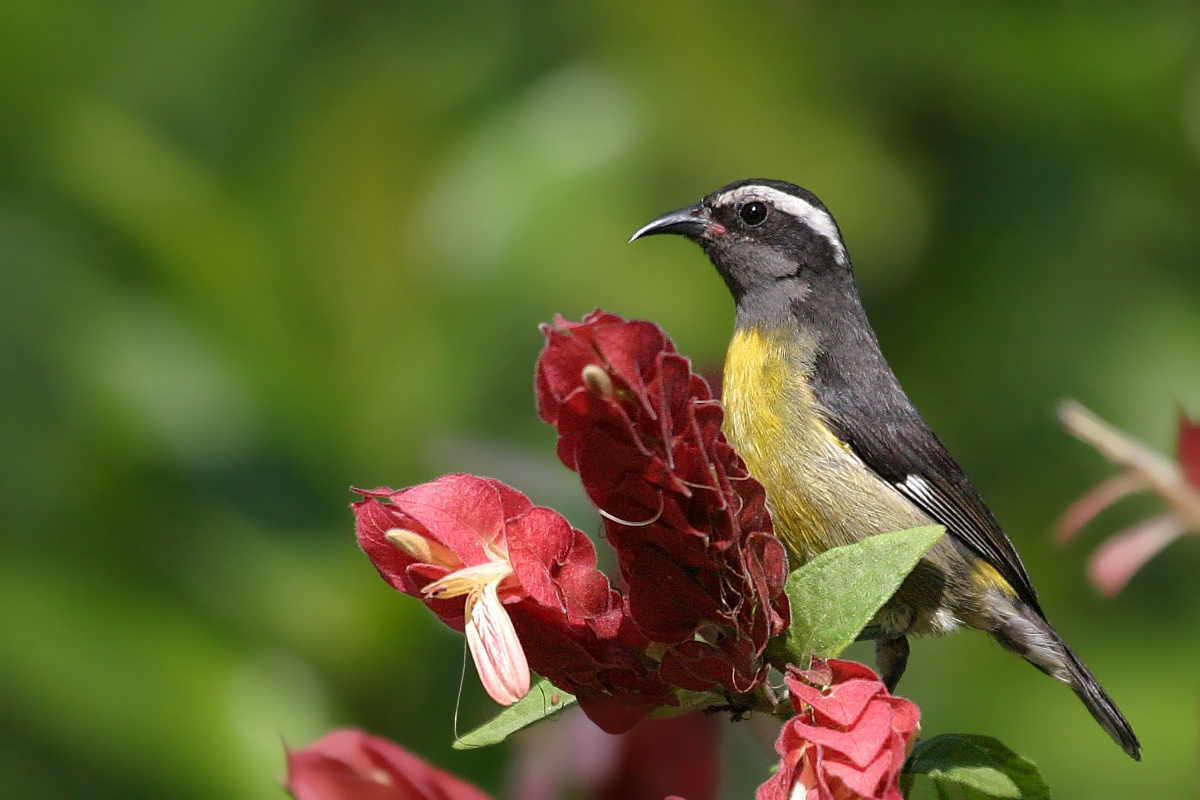
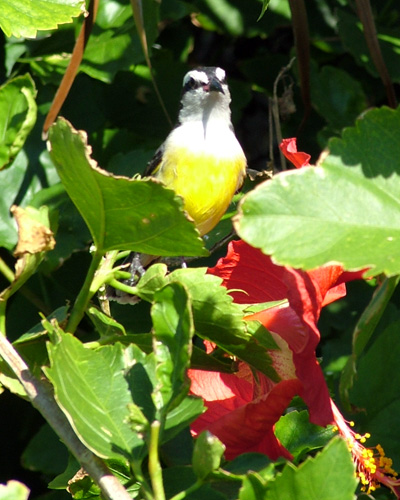
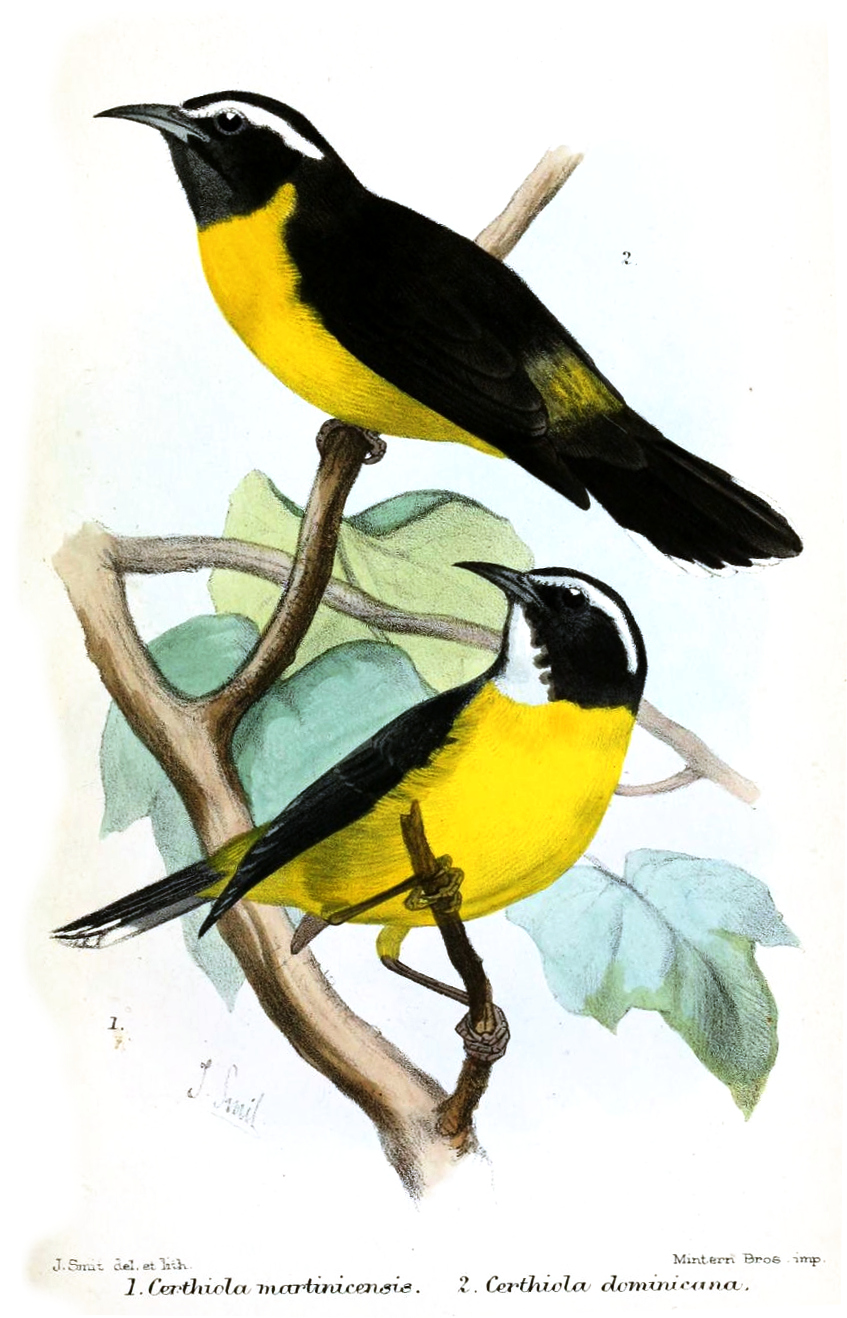
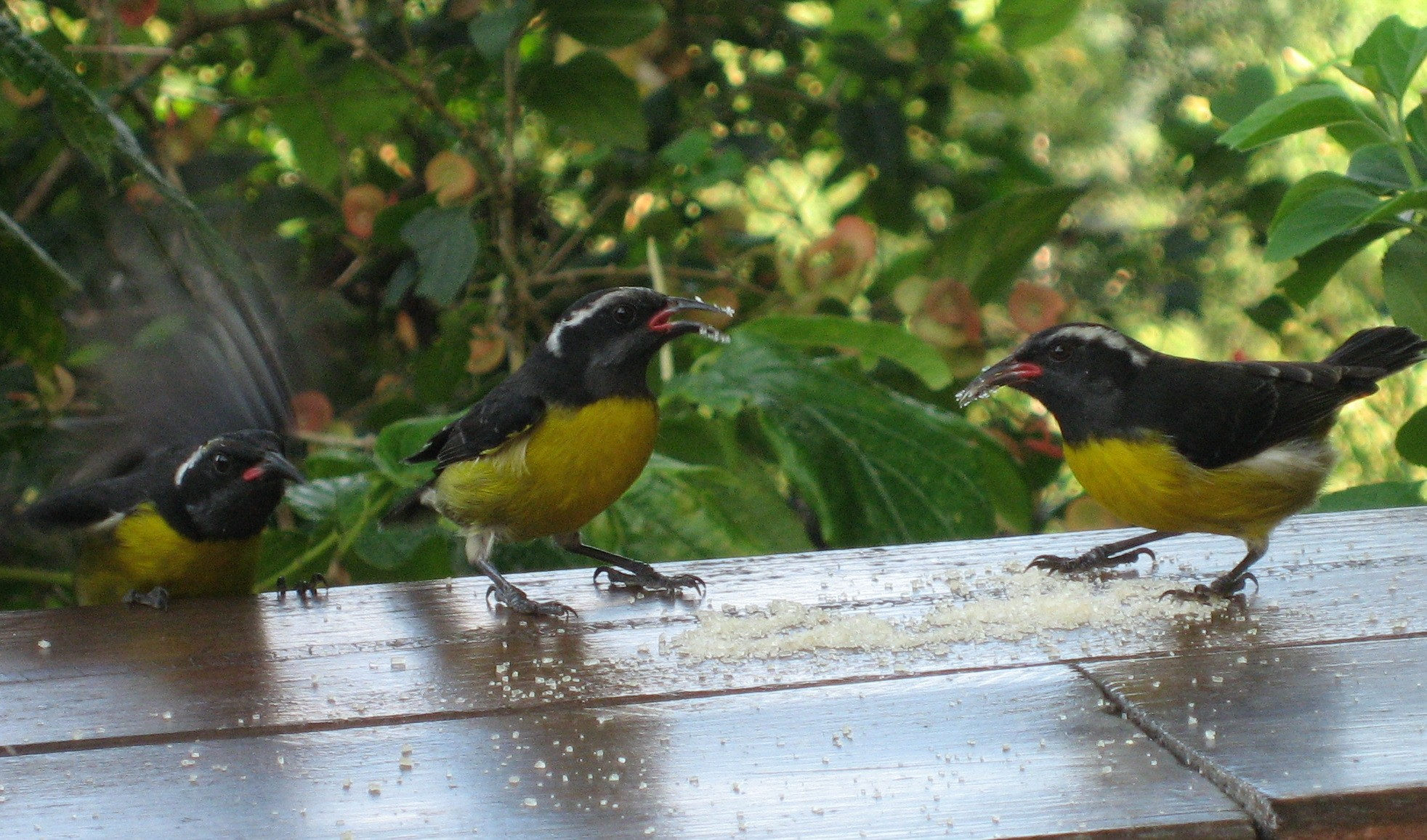
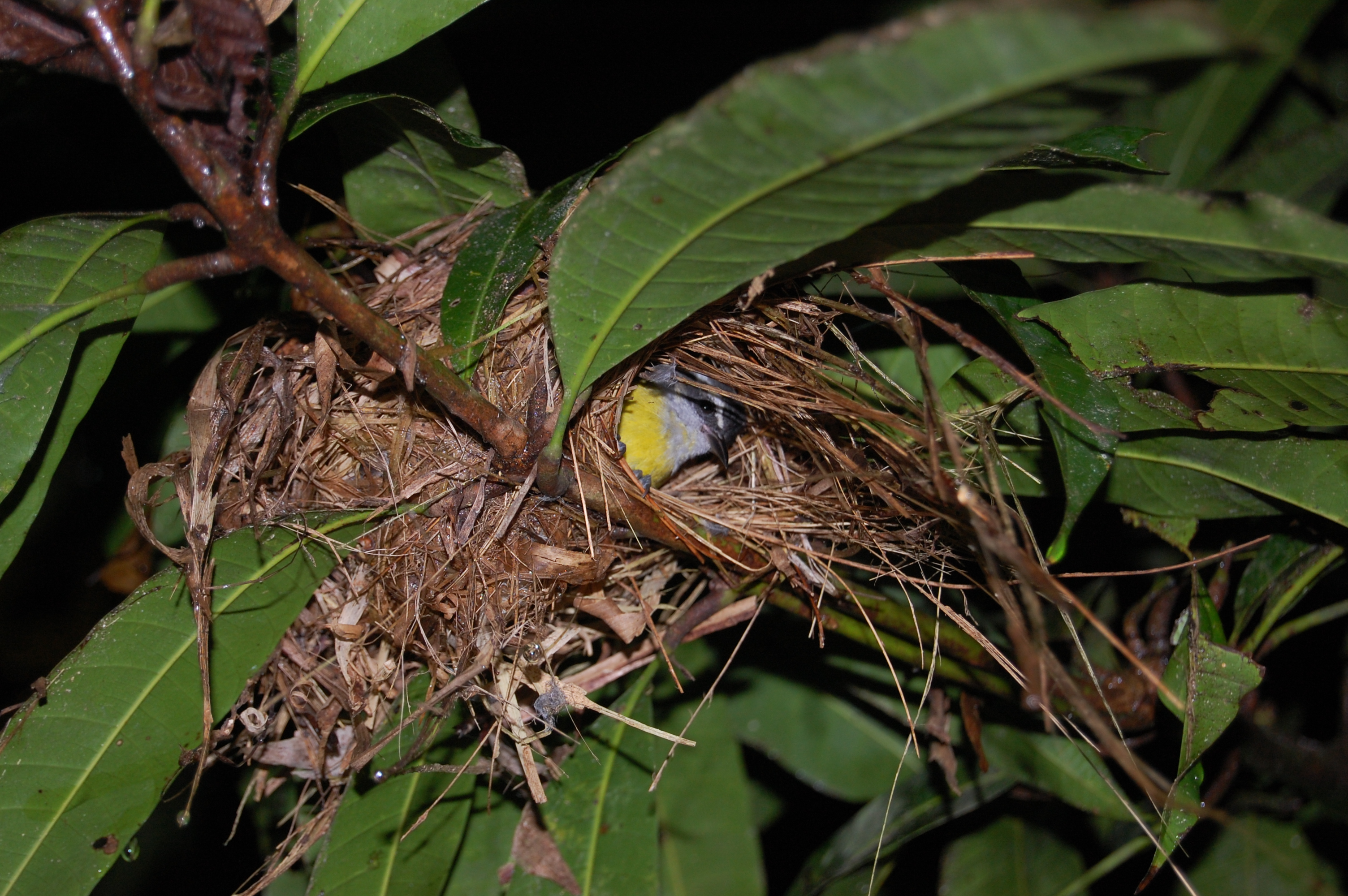
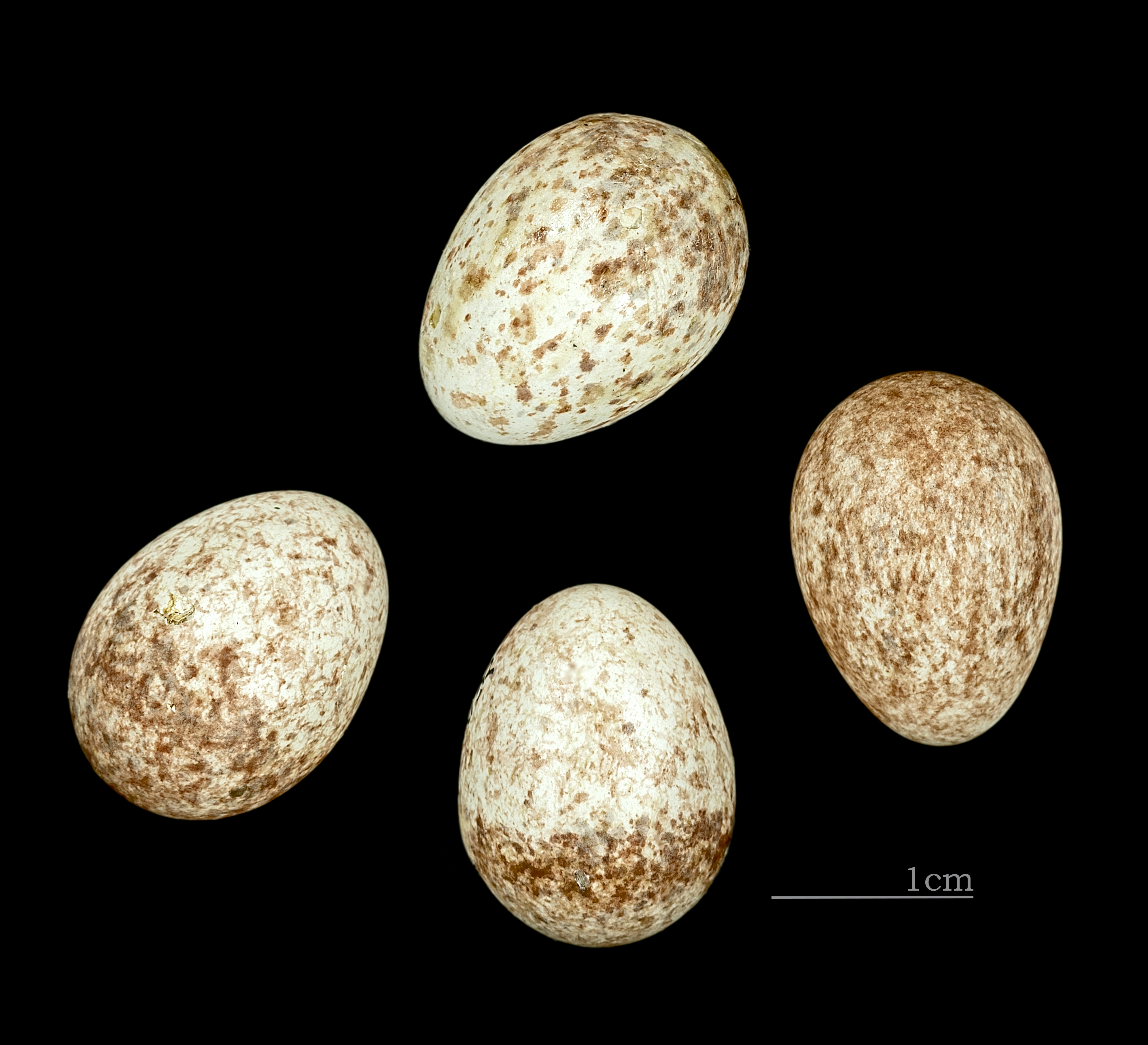